# Wugigarra
Wugigarra là một chi nhện trong họ Pholcidae.

## Các loài
Các loài trong chi này gồm:
- Wugigarra arcoona Huber, 2001
- Wugigarra bujundji Huber, 2001
- Wugigarra bulburin Huber, 2001
- Wugigarra burgul Huber, 2001
- Wugigarra eberhardi Huber, 2001
- Wugigarra gia Huber, 2001
- Wugigarra idi Huber, 2001
- Wugigarra jiman Huber, 2001
- Wugigarra kalamai Huber, 2001
- Wugigarra kaurna Huber, 2001
- Wugigarra mamu Huber, 2001
- Wugigarra muluridji Huber, 2001
- Wugigarra nauo Huber, 2001
- Wugigarra sphaeroides (L. Koch, 1872)
- Wugigarra tjapukai Huber, 2001
- Wugigarra undanbi Huber, 2001
- Wugigarra wanjuru Huber, 2001
- Wugigarra wiri Huber, 2001
- Wugigarra wulpura Huber, 2001
- Wugigarra wunderlichi (Deeleman-Reinhold, 1995)
- Wugigarra yawai Huber, 2001
- Wugigarra yirgay Huber, 2001